# Ben Gladwin
Benjamin Thomas C. Gladwin (Reading, Inglaterra, 8 de junio de 1992), más conocido como Ben Gladwin es un exfutbolista inglés que jugaba de centrocampista.

## Trayectoria

### Swindon Town
Comenzó jugando al fútbol a nivel amateur en Inglaterra, en equipos como el AFC Wallingford, Hayes & Yeading United y Windsor & Eton, entre otros, Gladwin se volvió profesional al unirse al Swindon Town desde el Marlow en noviembre de 2013.
Debutó con el Swindon el 10 de diciembre de 2013, en el empate 1-1 en casa ante el Stevenage en el Football League Trophy. Su primer gol para el club fue la temporada siguiente, en la derrota por 3-2 frente al Plymouth Argyle en la misma competición. Anotó una tripleta el 14 de abril de 2015 al Rochdale, partido que acabó con victoria para el Swindon por 4-2.

### Queens Park Rangers
El 28 de mayo de 2015, Gladwin y su compañero del Swindon Town, Massimo Luongo, se unieron al Queens Park Rangers por tres años, por una transferencia reportada de £3.5 millones. Debutó con el QPR el 12 de agosto de 2015, en la victoria por 3-0 ante el Yeovil Town en la primera ronda de la Football League Cup 2015-16.
Volvió al Swindon Town como préstamo por el resto de la temporada el 10 de enero de 2017.

### Blackburn Rovers
FIchó por dos años con el Blackburn Rovers de la League One el 28 de junio de 2017. Sufrió una lesión en noviembre de 2017 que requirió cirugía, la cual lo dejó fuera de las canchas hasta febrero de 2018. Fue liberado del club el 2 de enero de 2020.

### Milton Keynes Dones
El 10 de enero de 2020 fichó por el Milton Keynes Dons de la League One.

## Estadísticas
Actualizado al último partido disputado el 3 de octubre de 2017.
| Club | Div.          | Temporada     | Liga  | Liga  | FA Cup | FA Cup | League Cup | League Cup | Otras | Otras | Total | Total |
| Club | Div.          | Temporada     | Part. | Goles | Part.  | Goles  | Part.      | Goles      | Part. | Goles | Part. | Goles |
| Hayes & Yeading United Inglaterra | 5.ª           | 2011-12       | 2     | 0     | 0      | 0      | -          | -          | 0     | 0     | 2     | 0     |
| Hayes & Yeading United Inglaterra | Total club    | Total club    | 2     | 0     | 0      | 0      | -          | -          | 0     | 0     | 2     | 0     |
| Marlow Inglaterra | 7.ª           | 2013-14       | 15    | 7     | 1      | 0      | -          | -          | 4     | 5     | 20    | 12    |
| Marlow Inglaterra | Total club    | Total club    | 15    | 7     | 1      | 0      | -          | -          | 4     | 5     | 20    | 12    |
| Swindon Town Inglaterra | 3.ª           | 2013-14       | 13    | 0     | 0      | 0      | 0          | 0          | 31    | 0     | 16    | 0     |
| Swindon Town Inglaterra | 3.ª           | 2014-15       | 34    | 8     | 1      | 0      | 2          | 0          | 42    | 3     | 41    | 11    |
| Swindon Town Inglaterra | Total club    | Total club    | 47    | 8     | 1      | 0      | 2          | 0          | 7     | 3     | 57    | 11    |
| Queens Park Rangers Inglaterra | 2.ª           | 2015-16       | 7     | 0     | 1      | 0      | 1          | 0          | -     | -     | 9     | 0     |
| Queens Park Rangers Inglaterra | 2.ª           | 2016-17       | 7     | 0     | 1      | 0      | 0          | 0          | -     | -     | 8     | 0     |
| Queens Park Rangers Inglaterra | Total club    | Total club    | 14    | 0     | 2      | 0      | 1          | 0          | -     | -     | 17    | 0     |
| Swindon Town (Cesión) Inglaterra | 3.ª           | 2015-16       | 13    | 2     | 0      | 0      | 0          | 0          | 0     | 0     | 13    | 2     |
| Swindon Town (Cesión) Inglaterra | Total club    | Total club    | 13    | 2     | 0      | 0      | 0          | 0          | 0     | 0     | 13    | 2     |
| Bristol City (Cesión) Inglaterra | 2.ª           | 2015-16       | 1     | 0     | 0      | 0      | 0          | 0          | -     | -     | 1     | 0     |
| Bristol City (Cesión) Inglaterra | Total club    | Total club    | 1     | 0     | 0      | 0      | 0          | 0          | -     | -     | 1     | 0     |
| Swindon Town (Cesión) Inglaterra | 3.ª           | 2016-17       | 18    | 2     | 0      | 0      | 0          | 0          | 0     | 0     | 18    | 2     |
| Swindon Town (Cesión) Inglaterra | Total club    | Total club    | 18    | 2     | 0      | 0      | 0          | 0          | 0     | 0     | 18    | 2     |
| Blackburn Rovers Inglaterra | 3.ª           | 2017-18       | 4     | 0     | 0      | 0      | 2          | 0          | 23    | 0     | 8     | 0     |
| Blackburn Rovers Inglaterra | Total club    | Total club    | 4     | 0     | 0      | 0      | 2          | 0          | 2     | 0     | 8     | 0     |
| Total carrera | Total carrera | Total carrera | 114   | 19    | 4      | 0      | 5          | 0          | 13    | 8     | 136   | 27    |
| (1) Incluye Football League Trophy (2) Incluye un encuentro por el Football League Trophy y tres por los play-offs de la League One. (3) Incluye EFL Trophy. |               |               |       |       |        |        |            |            |       |       |       |       |